# Callicercops
Callicercops är ett släkte av fjärilar. Callicercops ingår i familjen styltmalar.
Kladogram enligt Catalogue of Life:
| Callicercops | \| \| Callicercops iridocrossa \| \| \| \| \| \| Callicercops milloti \| \| \| \| \| \| Callicercops triceros \| \| \| \| |
|              | \| \| Callicercops iridocrossa \| \| \| \| \| \| Callicercops milloti \| \| \| \| \| \| Callicercops triceros \| \| \| \| |
|              | Callicercops iridocrossa                                                                                                  |
|              | |
|              | Callicercops milloti |
|              | |
|              | Callicercops triceros |
|              | |